# Blason israélien de Jérusalem
Le blason israélien de Jérusalem est un blason conçu pour la ville de Jérusalem en 1950 par Eliyahu Koren, fondateur et directeur du département graphique du Fonds national juif et publié au journal officiel le 13 novembre 1958. Le lion en posture rampante (dressé sur ses pattes arrière), représente le Lion de Juda, l'arrière-plan représente le Mur des Lamentations et les branches d'olivier représentent la paix. L'inscription du cimier est le mot « Jérusalem » en langue hébraïque (ירושלים, Yerushaláyim).
Peu de temps après la fondation de l'État d'Israël, en 1948, Gershon Agron, maire de Jérusalem ouest, demanda à Eliyahu Koren de créer un emblème pour la ville. Cela donna lieu à un concours de design parmi tous les graphistes du pays. Les exigences étaient que l'emblème devait inclure le Kotel, dit Mur des Lamentations, le lion de Juda et le rameau d'olivier.

## Utilisation
Le blason de la ville est utilisé dans toutes sortes de fonctions, que ce soit à l'entrée de la Knesset, dans les attractions de la ville, sur les plaques d'égout et les poubelles. Lors de Yom Yeroushalayim (la journée de Jérusalem), il est vu partout dans les rues de la ville.

## Blason de l'ancien Royaume de Jérusalem

Armoiries du royaume de Jérusalem

La croix de Jérusalem ou croix de Terre Sainte est l'ancien blason de la ville et du Royaume de Jérusalem de 1099 à 1291. 
Il est blasonné ainsi : D'argent, à la croix potencée d'or, cantonnée de quatre croisettes du même.  
Selon la tradition, ce blason est volontairement à l'enquerre, (c'est-à-dire dont on doit s'enquérir de sa raison, en général un fait remarquable,) car il contrevient aux règles héraldiques en disposant pour ici, un métal directement sur un autre métal. Le fait remarquable est le prestige et la notoriété tout particuliers de ce royaume. 
Cette exception pour le blason de l'ancien Royaume de Jérusalem s'explique aussi parce qu'il a été utilisé dès 1099, peut-être avant l'entrée en vigueur de la règle universelle en héraldique.